# D. J. 피터슨
D. J. 피터슨(D. J. Peterson, 본명: 데이비드 W. 피터슨, David W. Peterson, 1959년 7월 17일 – 1993년 5월 25일)은 미국의 프로레슬러이다.
유니버설 레슬링 얼라이언스, 내셔널 레슬링 얼라이언스, 특히 마지막 날에는 미국 레슬링 협회를 포함하여 1980년대 다양한 북미 지역 프로모션에 참가한 것으로 가장 잘 알려져 있다. 그곳에서 그와 더 트루퍼(The Trooper)는 AWA 태그 팀 챔피언십의 최종 보유자가 되었다.